# パークハウスプレシアタワー
パークハウスプレシアタワーは、千葉県船橋市に所在する超高層マンション。

## 概要

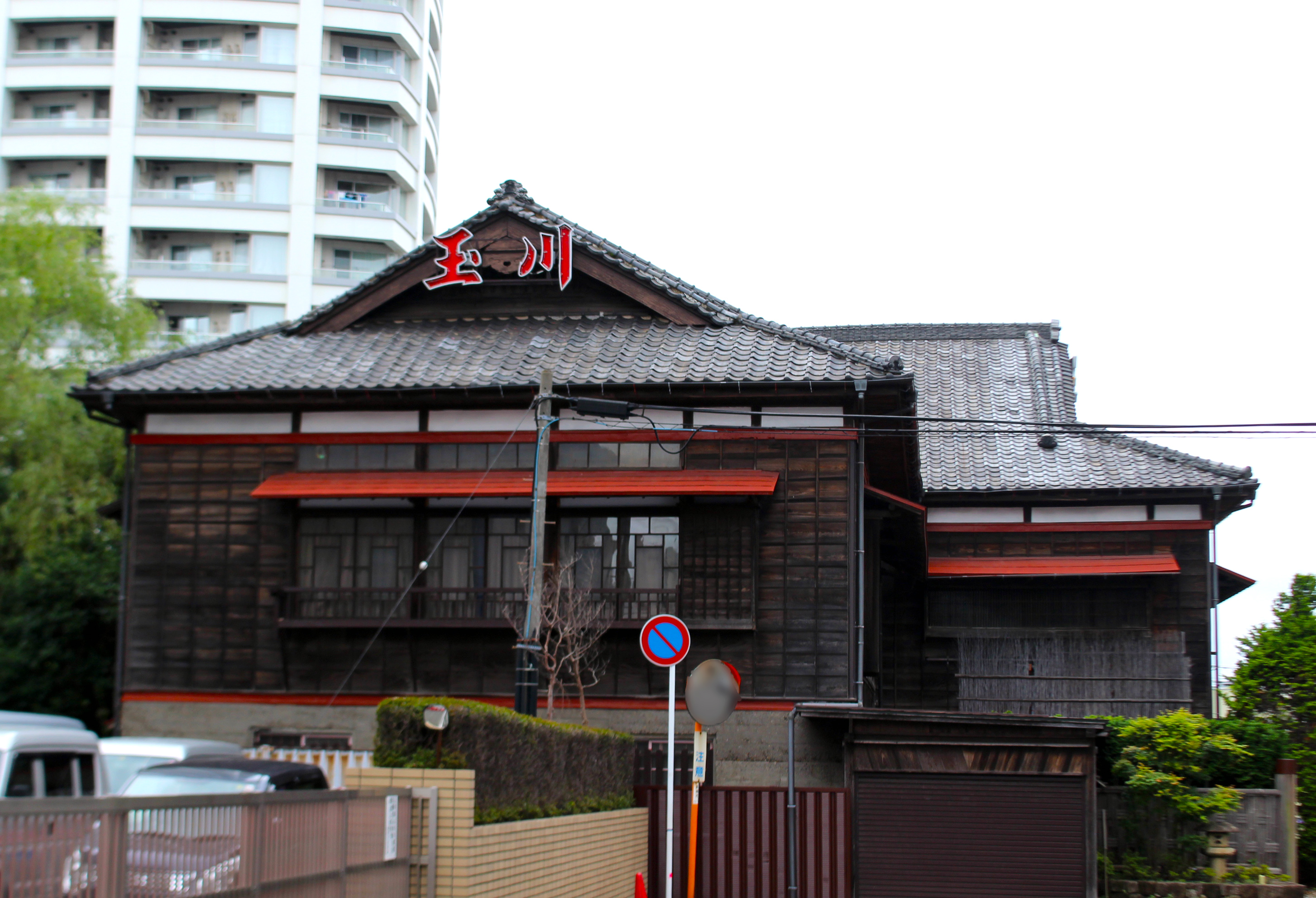
玉川旅館、左奥がパークハウスプレシアタワー

船橋市役所の西側に位置しており、三田浜楽園跡に建設された。隣には太宰治が滞在した事でも知られる創業1920年（大正10年）の純和風旅館である玉川旅館がある。
かつては塩田が広がっていたが、跡地を割烹旅館や遊園地のある三田浜楽園となり、遊園地には釣り・ビリヤード・野球場・海水プールなどの施設や、サル・クマ・ツル・クジャクなどの動物を飼育する所があった。1933年 - 1935年（昭和8年 - 10年）頃には、文豪の川端康成が割烹旅館三田浜楽園を訪れ執筆の場として利用し、代表作の一つである「童謡」はそこで描かれた小説であった。2006年（平成18年）には三田浜楽園は閉館となり、跡地を超高層マンションの建設が計画された。
共同住宅からなり、建築規模は地下1階 - 地上38階建て全315戸、設計・監理は三菱地所設計、施工は奥村組、デベロッパーは三菱地所が行っている。

## 歴史
- 2006年（平成18年）
  - 三田浜楽園が閉館し、跡地を超高層マンションの建設が計画
  - 11月 - 着工[3]
- 2009年（平成21年）
  - 7月15日 - 竣工[1]
  - 10月 - 入居開始

## 施設
- 住戸：315戸
- 自走式駐車場：230台
- 来客用駐車場：2台
- 共用施設：車寄せ、ガーデンラウンジ（1階）、シーズンガーデン、キッズパーク、エントランスホール（吹き抜け、螺旋階段）、洗車スペース、サニーラウンジ（2階）[4]

## アクセス

### 公共交通機関
- JR東日本 船橋駅、徒歩約10分
- 京成電鉄 京成船橋駅、徒歩約8分

### 自動車
- 最寄りのインターチェンジ
  - 京葉道路 船橋インターチェンジ、花輪インターチェンジ